# Lua de Papel
Paper Moon (bra/prt: Lua de Papel) é um filme estadunidense, do gênero comédia dramática, dirigido por Peter Bogdanovich para a Paramount Pictures, com roteiro de Alvin Sargent baseado no romance Addie Pray, de Joe David Brown.
A história se passa durante a Grande Depressão no estado do Kansas e é estrelado por Ryan e sua filha Tatum nos papeis de Moses e Addie, também pai e filha no filme.
Segundo Vincent Canby, do New York Times, a obra traz uma agradável justaposição entre o enredo de László Kovács, e as imagens em preto e branco que retratam o inquietante período da Depressão americana . Roger Ebert deu sua maior classificação ao dizer ser esta mistura a maior virtude do filme .

## Enredo
A história trata do vigarista Moses Pray (Ryan O'Neal) e a garota Addie Loggins (Tatum O'Neal), uma órfã filha de uma prostituta. Como Moses tivera um relacionamento com sua mãe, especula-se que esta seja sua filha - embora ele o negue. Moses se encarrega de levar a menina para uma tia e, no caminho, consegue extorquir 200 dólares do homem que havia atropelado a mãe dela, dizendo que o dinheiro seria para a garota. Ela escuta a trapaça e exige que ele lhe dê o dinheiro mas, já tendo gasto tudo, vê-se forçado a ficar com a menina até obter a quantia para restituí-la. 
Addie logo compreende como Moses consegue dinheiro: aplica um golpe em viúvas recentes, visitando-as fingindo ser um vendedor de bíblias que havia feito um negócio com o falecido, para que as esposas paguem-lhe pelo livro. A menina junta-se à trapaça, fingindo ser sua filha, o que facilita no convencimento das viúvas. Com o passar do tempo os dois tornam-se uma dupla eficiente, e parecem se esquecer de que Addie deveria ser levada para a tia.
Viajando, Moses acaba se envolvendo com uma stripper chamada Miss Trixie Delight (Madeline Kahn) e sua oprimida empregada negra Imogene (P.J. Johnson). Embora Addie fique amiga de Trixie, o envolvimento de Moses com ela desperta o ciúme na garotinha, quando ele passa a dedicar mais atenção a ela. Addie descobre que Moses havia gasto o seu dinheiro para comprar um carro novo, a fim de impressionar a amante, então ela prepara um plano para se livrar de Miss Trixie - que resulta num flagrante desta com outro homem. Arrasado, Moses deixa a namorada para trás.
Em um hotel Moses consegue enganar um contrabandista de uísque: primeiro rouba-lhe a mercadoria e, em seguida, vende para o próprio o produto roubado. Mas o contrabandista é irmão do xerife do lugar, e rapidamente a dupla é presa. A menina consegue recuperar o dinheiro dos golpes, rouba a chave do carro e ambos escapam para o Missouri, onde a lei do Kansas não poderia atingi-los. O xerife segue-os até lá e, não podendo prendê-los, bate em Moses e toma-lhe o dinheiro. Humilhado, Moses leva a menina finalmente para a casa da tia. Mas a garota volta para ele, lembrando-o de que ainda lhe deve os duzentos dólares.

## Elenco
- Ryan O'Neal como Moses Pray
- Tatum O'Neal como Addie Loggins
- Madeline Kahn como Trixie Delight
- John Hillerman como deputado Jess Hardin
- Burton Gilliam como Floyd
- P.J. Johnson como Imogene
- Jessie Lee Fulton como srta. Ollie
- James N. Harrell como o pastor
- Lila Waters como a esposa do pastor
- Noble Willingham como sr. Robertson
- Bob Young como o frentista
- Jack Saunders como o chefe da estação
- Jody Wilbur como a garçonete
- Liz Ross como a viúva Morgan (Pearl)
- Yvonne Harrison como a viúva Bates (Marie)
- Dorothy Price como Ribbon Saleslady
- Randy Quaid como Leroy

## Prêmios e indicações

### Óscar1974
- Melhor atriz coadjuvante (Tatum O'Neal) - vencedora[5]
- Melhor atriz coadjuvante (Madeline Kahn) - indicada[5]
- Melhor roteiro adaptado - indicado[5]
- Melhor som - indicado[5]

### Golden Globe Awards1974
- Estrela feminina do Ano (Tatum O'Neal) - vencedora[6]
- Melhor filme - musical ou comédia - indicado[6]
- Melhor ator - musical ou comédia (Ryan O'Neal) - indicado[6]

- Melhor atriz - musical ou comédia (Tatum O'Neal) - indicada[6]

- Melhor atriz coadjuvante (Madeline Kahn) - indicada[6]

- Melhor diretor (Peter Bogdanovich) - indicado[6]